# Хазнидонская улица
Хазнидо́нская улица — улица во Владикавказе, Северная Осетия, Россия. Находится в Промышленном муниципальном округе между улицами Мичурина и Крупской. Начинается от улицы Крупской.
Хазнидонская улица пересекается с улицами Мичурина и Павлика Морозова. От Хазнидонской улицы начинаются улицы Дмитрия Донского, Зильгинская улица и переулок Даргавский.
Улица названа именем осетинского села Хазнидон.
Улица образовалась в начале 50-х годов XX столетия. 5 января 1954 года горисполком Дзауджикау присвоил улице, которая проходила между кварталами 783 и 784 и ограничивалась улицей Кармадонской с севера и улицей Мичурина с южной стороны, наименование «Улица Хазнидонская».